# Deutsche Spitze
Die Deutschen Spitze sind eine von der Fédération Cynologique Internationale (FCI) anerkannte deutsche Hunderasse (FCI-Gruppe 5, Sektion 4, Standard Nr. 97).

## Herkunft und Geschichtliches
Die Theorie, dass die Familie der Spitzartigen vom prähistorischen Torfhund abstammt, gilt heute als überholt. Jahrhundertelang wurden und werden überall in Europa Spitze gezüchtet und verbreiteten sich von dort auch in andere Teile der Welt (Japan-Spitz, American Eskimo Dog).
Heute gibt es Spitze in vielen verschiedenen Größen (von 18 bis 55 Zentimeter Schulterhöhe) sowie in zahlreichen Farbschlägen (Schwarz, Weiß, Orange, graugewolkt, Braun, gescheckt, Schwarz und Loh (englisch tan) sowie viele Zwischentöne).
Im Jahr 2003 wurden der Groß- und Mittelspitz zusammen mit dem Deutschen Pinscher von der Gesellschaft zur Erhaltung alter und gefährdeter Haustierrassen (GEH) zur vom Aussterben bedrohten, gefährdeten Haustierrasse erklärt. Der Großspitz wurde dabei als „extrem gefährdet“ eingestuft.

## Beschreibung
Spitze werden in den unterschiedlichsten Größen gezüchtet. Allen gemeinsam ist das lange und stehende doppelte Fell, bei dem die weichen Wollhaare ebenso lang sind wie die glatten harschen Deckhaare.

### Wolfsspitz/Keeshond
Er erreicht eine Widerristhöhe von 49 cm ± 6 cm und ist graugewolkt, d. h. silbergrau mit schwärzlichen Haarspitzen.

### Großspitz
Der Großspitz ist ein ausgezeichneter Hauswächter und Begleithund. Der gedrungene Hund mit dem „spitzen“ Fang eines Fuchses hat mittellanges, weiches, dichtes Haar in Schwarz, Braun und Weiß. Die Widerristhöhe beträgt 45 cm ± 5 cm.

### Mittelspitz
Die Farben sind Schwarz, Braun, Weiß, Orange, graugewolkt, andersfarbig, bei einer Größe von 35 cm ± 5 cm.

### Kleinspitz
Der zweitkleinste Spitz wird etwa 27 cm ± 3 cm groß, die Farben des Fells sind Schwarz, Braun, Weiß, Orange, graugewolkt, andersfarbig.

### Zwergspitz
Mit 21 ± 3 cm ist der Zwergspitz der kleinste der Spitzrasse. Sie werden auch Pommer, Pommeraner bzw. Pomeranian genannt. Das Fell ist schwarz, braun, weiß, orange, graugewolkt, andersfarbig.
Situation in den Niederlanden: In den Niederlanden ist die Zucht von kurznasigen Hunden aller Rassen, einschließlich der Mischlinge, grundsätzlich als Qualzucht verboten, soweit deren Nasenlänge nicht mindestens ein Drittel der Kopflänge beträgt. In einer Mitteilung des Ministeriums für Landwirtschaft, Natur und Lebensmittelqualität (LNV) wurde bekanntgegeben, dass ab sofort begonnen wird, anhand von Kontrollen dieses Gesetz durchzusetzen. Im Fokus stehen insbesondere wegen möglichem Atemwegssyndrom (BOAS) alle brachycephalen Rassen.

## Fellfarben
Unter die Bezeichnung andersfarbig fallen alle Farbtöne wie creme, creme-sable, Orange-sable, Schwarz und Loh, Schwarz und Braun, Schwarz und Silber und gescheckt. Schecken müssen eine weiße Grundfarbe haben. Die Farbflecken müssen einheitlich in einer im Standard aufgeführten Farbe sein (Schwarz, Braun, Orange, Orange-sable, creme, creme-sable, graugewolkt, Schwarz und Loh, Schwarz und Silber oder Braun und Loh) und sollen vorzugsweise über den ganzen Körper verteilt sein.

## Verwendung
Der Spitz ist in der Regel ein zuverlässiger Wachhund, der Störungen in seinem Revier nachdrücklich und lautstark meldet. Diese Eigenschaft hat ihm den Ruf eines Kläffers eingebracht und ihn damit etwas in Misskredit gebracht.

## Wesen
Spitze sind ausgesprochene Haus-, Familien- und Wachhunde. Der FCI-Rassestandard beschreibt sie als lebhaft und bei ihren Besitzern anhänglich. Fremden gegenüber sind sie eher misstrauisch – ein Aspekt der Wachhundeigenschaft.

## Größenvergleich
Die nachfolgenden Bilder zeigen die unterschiedlichen Körpergrößen von Groß-, Mittel-, Klein- und Zwergspitz sowie das Haarkleid in verschiedenen Farbausführungen auf.

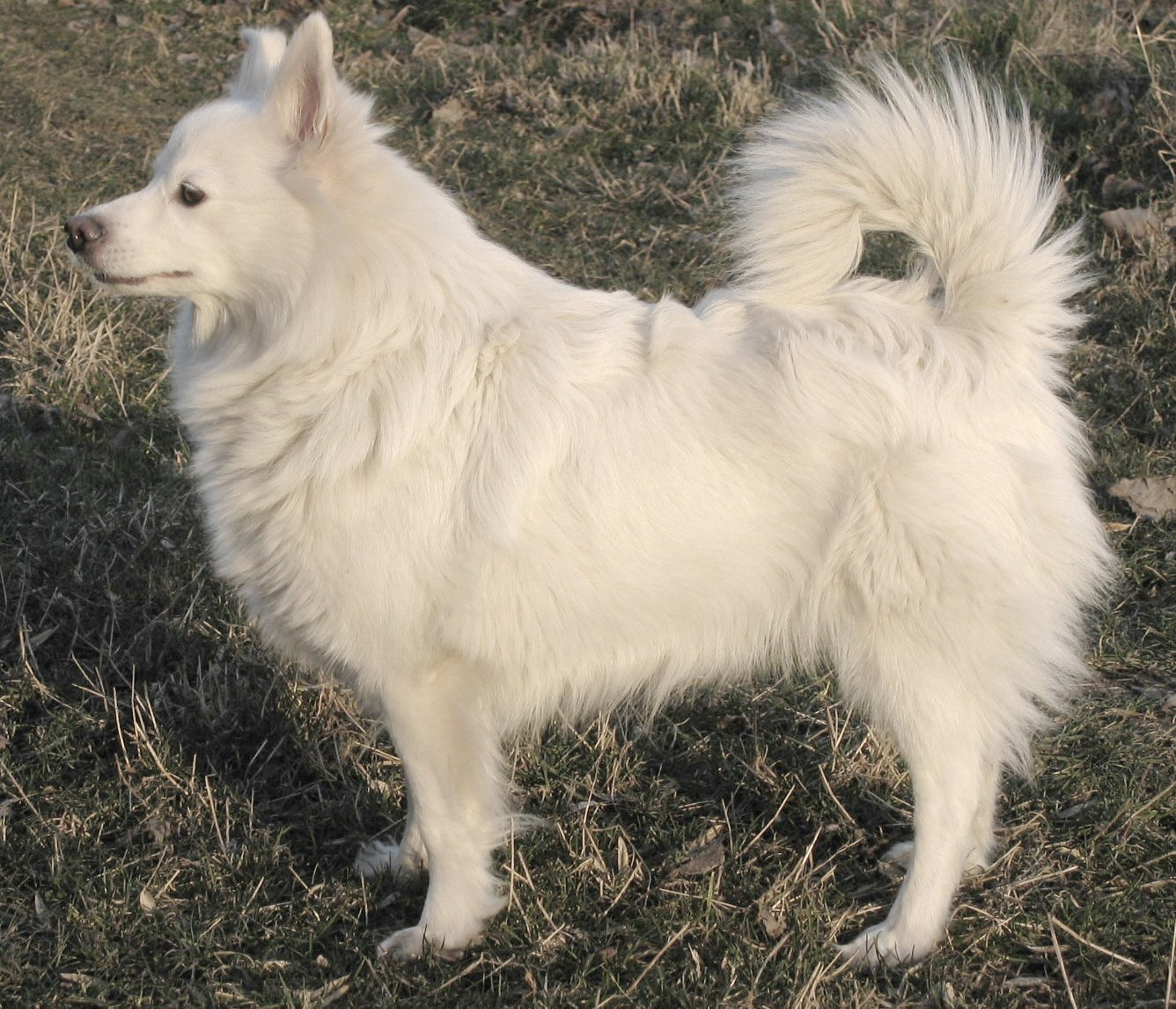
Großspitz in Weiß
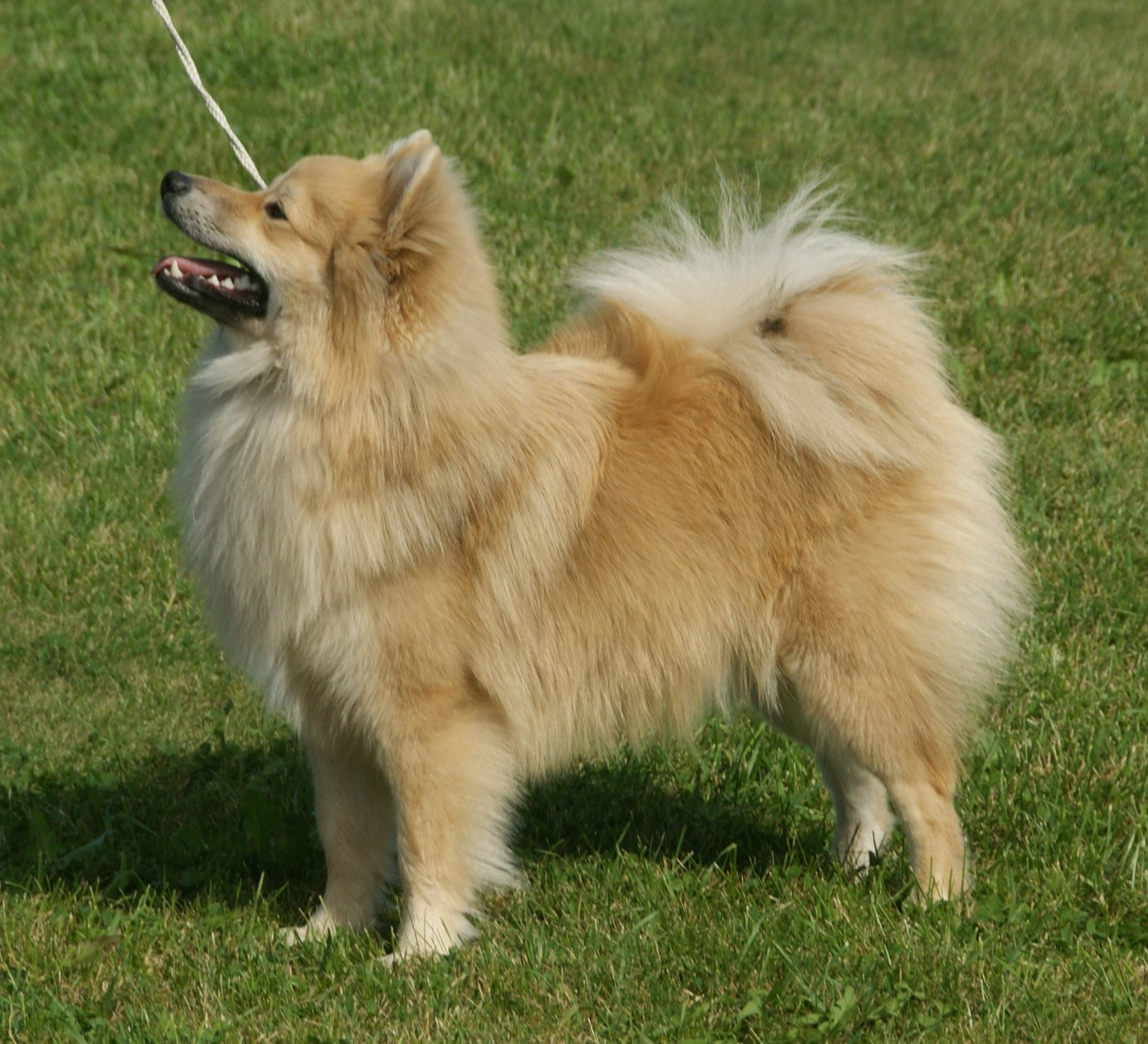
Mittelspitz in creme-sable
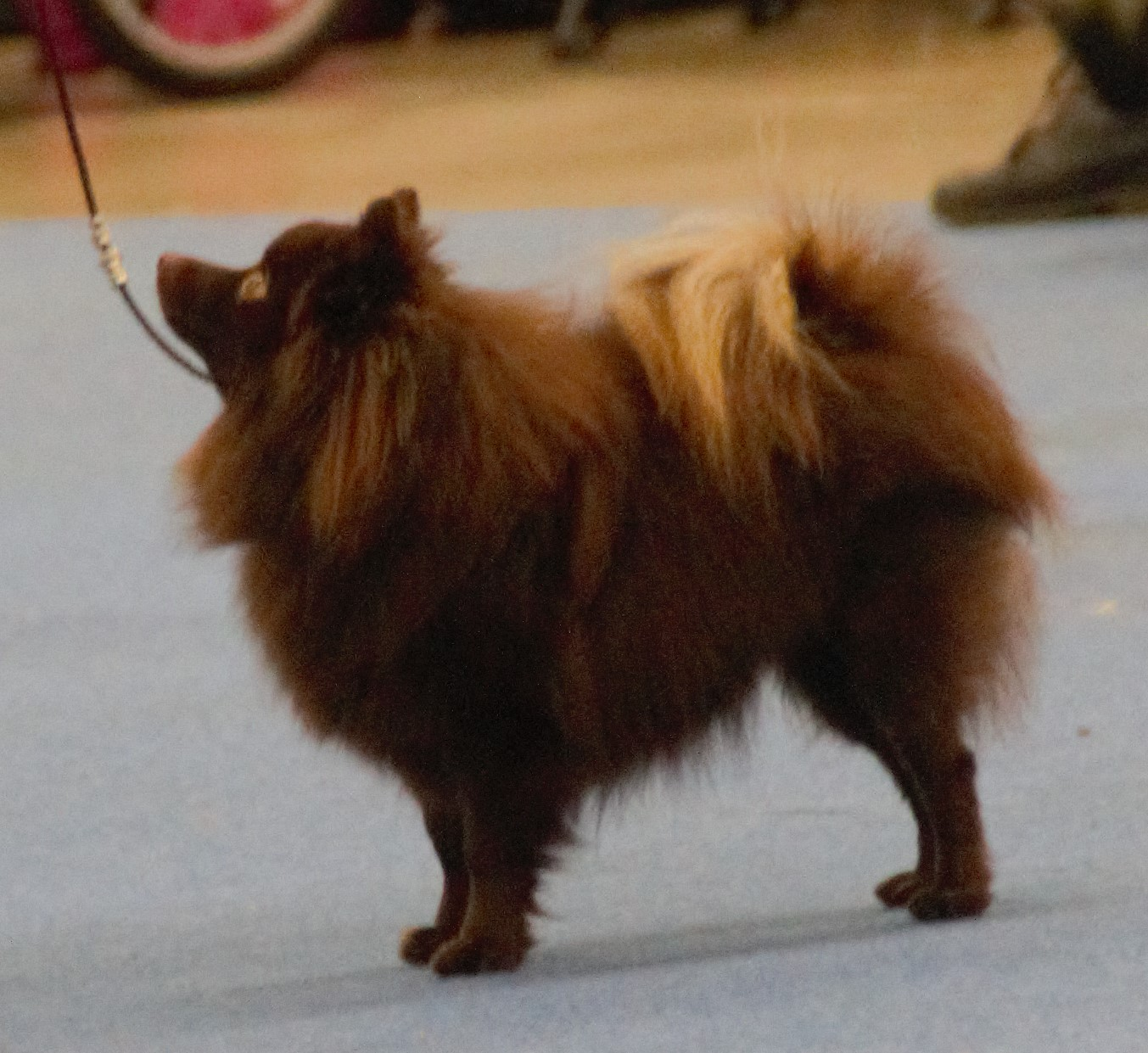
Kleinspitz in Braun
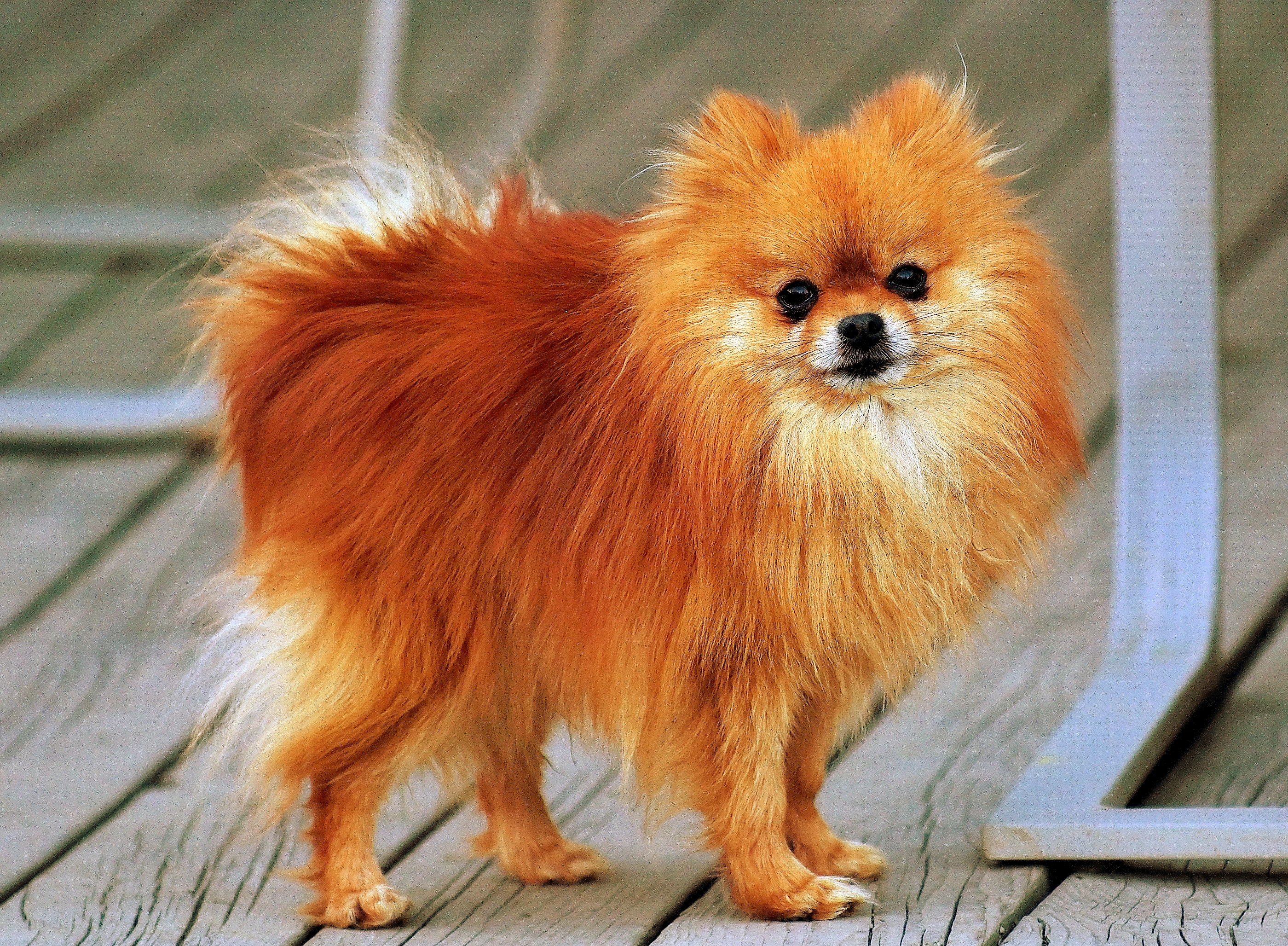
Zwergspitz in Orange-sable